# Yonan Emile
Yonan Emile (arab. يونان اميل) – iracki koszykarz, uczestnik Letnich Igrzysk Olimpijskich 1948.
Był uczestnikiem igrzysk w Londynie. W sześciu olimpijskich spotkaniach zdobył 25 punktów (drugi najlepiej punktujący zawodnik drużyny), przy tym notując także 10 fauli. Razem z kolegami z reprezentacji zajął 22. miejsce, a jego drużyna przegrała wszystkie mecze turnieju.